# Eberhardschule (Hanau)
Die Eberhardschule war von 1842 bis 2004 eine Schule in Hanau.

## Name
Die Schule war nach Bernhard Eberhard (1795–1860) benannt, der ab 1828 erst Bürgermeister, später Oberbürgermeister der unter ihm vereinigten Städte Alt- und Neu-Hanau war und unter dem auch die (später so genannte) Eberhardschule gegründet wurde. 1848 bis 1850 war er leitender Minister der Regierung des Kurfürstentums Hessen.

## Geschichte

### Anfänge
Die Industrialisierung in der ersten Hälfte des 19. Jahrhunderts führte zum Bedarf einer erweiterten allgemeinen Bildung mit Hinblick auf praxisorientierte Berufe, vor allem im kaufmännischen und technischen Bereich, aber auch in der Verwaltung. Hieraus erwuchs die Mittelschule – die spätere Realschule. In Hanau wurden 1841 die Mittlere Bürgerschule für Knaben und 1842 die Mittlere Bürgerschule für Mädchen gegründet. Die Schulen waren in den ersten Jahrzehnten ihres Bestehens in verschiedenen Schullokalen untergebracht.

### 20. Jahrhundert
1903 konnte das neue Gebäude der Eberhardschule in der Hanauer Röderstraße bezogen werden. In diesem Jahr besuchten insgesamt mehr als 1200 Schülerinnen und Schüler die beiden Schulen.
Der Erste Weltkrieg (1914–1918) und die darauffolgenden Jahre der Inflation und der Weltwirtschaftskrise brachten tiefe Einschnitte in den Schulalltag. Nicht nur, dass das Schulgebäude im Krieg der Armee als Kleiderlager diente, auch Kohlenmangel oder Kinderlandverschickung prägten diese Zeit.
Nach 1933 wurde das Kollegium der Eberhardschule auf den „nationalsozialistischen Geist“ eingeschworen. Für den schulischen Alltag bedeutete das beispielsweise, dass keine „wechselnden Mehrheitsbeschlüsse“ – also Abstimmungsergebnisse der Gesamtkonferenz – geduldet wurden, aber auch, dass es eine Überprüfung der „arischen Abstammung“ der Lehrerinnen und Lehrer gab. 1944/45 wurden Teile des Schulgebäudes im Zweiten Weltkrieg durch Luftangriffe zerstört. Schließlich kam mit dem Ende des Krieges auch der Unterrichtsbetrieb zum Erliegen. 1947 wurde der Unterricht – zunächst in Baracken – wieder aufgenommen. Ab 1950 konnte das teils wiederhergestellte Schulgebäude wieder genutzt werden. Die Instandsetzung dauerte bis 1951. In diesen Jahren fand der Unterricht in Koedukation statt – keine pädagogische Entscheidung, sondern eine Maßnahme, die von der Not der Zeit geboten wurde. Ab 1956 fand der Unterricht wieder räumlich getrennt für Mädchen und „Knaben“ statt.
Das Schuljahr 1956/57 brachte neue Bildungspläne für die Mittelschule: „Sie soll Jugendliche für das Leben vorbereiten, die Berufe in Industrie, Gewerbe, Landwirtschaft, Handel und Verwaltung sowie in der Sozialarbeit mit erhöhten Anforderungen an Selbständigkeit, Verantwortung und Fachwissen ergreifen können.“
1958 wurde Hans Sippel Rektor der Mädchenschule, ab 1965 leitete Johannes Lichtenberg die Knabenschule.
Der Begriff „Mittelschule“ wurde in Hessen im Jahr 1961 durch „Realschule“ ersetzt.
Im Schuljahr 1966/67 wurden die Knaben- und Mädchenrealschule von insgesamt 1288 Schülerinnen und Schülern besucht. Das ist der höchste nachgewiesene Schülerstand in der Geschichte der Eberhardschule – auch wenn es organisatorisch noch zwei Schulen waren. Ab der zweiten Hälfte der 1960er Jahre gab es vermehrt erfolgreiche Übertritte von Realschulabsolventinnen und -absolventen an die Fachoberschule und an die gymnasiale Oberstufe. Die Schulform „Realschule“ profilierte sich mehr und mehr als eine Schulform, die den Jugendlichen mit guten schulischen Leistungen nach dem Realschulabschluss die Fortsetzung ihrer schulischen Bildungslaufbahn an einer Oberstufe ermöglichte. Diese Zeit war auch die Zeit der geburtenstarken Jahrgänge, was in Hanau 1968 zur Gründung einer neuen Haupt- und Realschule, der „Schule am Schlossplatz“ führte.
Das Jahr 1970 brachte hessenweit die Einführung der Förderstufe für die Jahrgangsstufen fünf und sechs. An der Eberhardschule entfielen die fünften und sechsten Klassen. Zum Schuljahr 1972/1973 wurden die Mädchen- und die Knabenrealschule der Eberhardschule zu einer Verwaltungseinheit zusammengeführt, wobei sich die neuen Klassen koedukativ zusammensetzten. Ferner wurde ein Hauptschulzweig eingeführt – wegen der Förderstufe begannen die Haupt- und Realschulklassen erst ab der Jahrgangsstufe sieben.
Rektor Johannes Lichtenberg, der Leiter der ehemaligen Knabenrealschule, amtierte nun als Leiter der neu konzeptionierten Eberhardschule. Ihm folgte im Jahr 1983 Armin Hechler als Rektor.
1984 wurde an der Eberhardschule die Fünf-Tage-Woche eingeführt – acht Jahre vor der hessenweiten Einführung 1992. Mit dem Ende der verpflichtenden Förderstufe in Hessen zum Schuljahr 1987/1988 gab es erstmals wieder fünfte Klassen an der Eberhardschule. 1989 fand vom 2.–7. Oktober erstmals an der Eberhardschule eine schulformübergreifende Projektwoche statt, 1991 wurde das Schulgebäude saniert, so dass die Eberhardschule 1992 zu ihrer 150-Jahr-Feier in neuem Glanz erstrahlte. Zu diesem Jubiläum erschien eine 200-seitige Festschrift und am 23. Mai 1992 fand ein großes Schulfest statt.

### Ende
Durch Gründung weiterer Haupt- und Realschulen in der Stadt und ihrer näheren Umgebung im Lauf der 1990er Jahre sanken die Schülerzahlen sowohl in der Eberhardschule als auch in der Schule am Schlossplatz. Dies und die Notwendigkeit wichtiger Investitionen in eine moderne Ausstattung veranlasste die Stadt, auf dem leerstehenden Gelände der Hessen-Homburg-Kaserne ein Schulzentrum zu planen. Eine Planungsgruppe, an der beide Schulen beteiligt waren, bereitete das „Schulzentrum Hessen-Homburg“ vor, der Umzug erfolgte 2004. Damit endete die Geschichte der Eberhardschule im 162. Jahr ihres Bestehens und die der Schule am Schlossplatz nach 36 Jahren.

### Nachnutzung
Seit 2006 wird die Anlage nach einem Umbau und ergänzt um einen Neubau als Altenzentrum nachgenutzt, das von der Vereinte Martin Luther + Althanauer Hospital Stiftung Hanau betrieben wird. Um Platz für den Neubau zu schaffen, wurde die historische Turnhalle abgerissen.

## Gebäude
Das Schulgebäude, ein Dreiflügelbau mit aufwendig dekorierten Fassaden, wurde 1902 nach einem Entwurf von Stadtbaumeister Otto Schmidt auf einem Grundstück errichtet, das bis zum Anfang des 19. Jahrhunderts zum östlichen Teil des Befestigungsrings um die Neustadt Hanau gehört hatte. Am Gebäude ist auch baulich die damalige Trennung des Unterrichts nach einem binären Geschlechtermodell deutlich zu erkennen: Es gibt einen Mädchen- (Westflügel) und „Knaben“-Trakt (Ostflügel). Im 90°-Winkel angebaut war die Turnhalle, die den Schulhof hälftig teilte: Einen Bereich für Mädchen und einen für Jungen. Die eingeschossige Turnhalle besaß nach dem Wiederaufbau stark vereinfachte Formen, der schmale Verbindungsbau zum Schultrakt war hingegen unversehrt.
Ursprünglich trug das Gebäude ein steiles, stark gegliedertes Walmdach. Die Zwerchhäuser und -giebel und die Dachstruktur wurden im Zuge des Wiederaufbaus nach der Teilzerstörung 1945 zugunsten einer sachlichen, flächigen Gestaltung reduziert. Die Fassade wurde von einer Dekoration im Stil der Neorenaissance geprägt: Von Halbmuscheln bekrönte Glocken- und Schweifgiebel, dreiteilige Fenstergruppen mit Sandstein-Gewänden und „Renaissance“-Portalen. Mädchen- und Jungenreliefs an den Gewänden der Portale stellen Schüler und Schülerinnen dar. Zeittypisch im Verständnis der Geschlechterrollen sind die Themen der Reliefs des jeweiligen Trakts gestaltet:
- Knaben: Weisheit, Schläue, Kraft
- Mädchen: Fleiß, Fruchtbarkeit, Friedfertigkeit, Weisheit

Im Innern sind zahlreich Baudetails wie beispielsweise die kreuz- oder tonnengewölbten Flurgänge, die seitlichen Treppenhäuser mitsamt ihren Sandsteinsäulen, Brüstungselementen und Kämpfersteinen mit floralen Motiven erhalten. Bemerkenswerte Ausstattungsdetails sind zwei Zierbrunnen (blauglasierte Keramik) im Erdgeschoss. Erhalten ist auch die Grundstücksumgrenzung aus Sandsteinpfeilern und einem schlichten Eisenzaun.
Die Eberhardschule ist aufgrund des Hessischen Denkmalschutzgesetzes als anschauliches Dokument der späthistoristischen Formenvielfalt und Zeugnis des traditionsorientierten, aber nicht rekonstruierenden Bauens der Nachkriegszeit ein Kulturdenkmal aus geschichtlichen, künstlerischen und städtebaulichen Gründen und steht unter Denkmalschutz.